# لیکویل استیتس (نیویورک)
لیکویل استیتس (به انگلیسی: Lakeville Estates) یک منطقهٔ مسکونی در ایالات متحده آمریکا است که در نیویورک واقع شده‌است.